# کیدومار واینیا
کیدومار واینیا (اسپانیایی: Keydomar Vallenilla‎;  ۱۰ اوت ۱۹۹۹) وزنه‌بردار اهل ونزوئلا است.
وی در مسابقات کشوری و بین‌المللی در مجموع برندهٔ ۲ مدال نقره و ۲ مدال برنز شده‌است.